# Pterotricha montana
Pterotricha montana es una especie de araña araneomorfa del género Pterotricha, familia Gnaphosidae. Fue descrita científicamente por Zamani & Marusik en 2018.
Habita en Irán.